# Джен Сінсеро
Джен Сінсеро (англ. Jen Sincero; нар. 7 серпня 1965, Вестчестер, Нью-Йорк, США) — американська письменниця, спікер, автор мотиваційних бестселерів за версією New York Times, бізнес-тренер, автор мотиваційних статей для The New York Times, Forbes, Bloomberg та інших світових ЗМІ.
|                       | Крутість тобі личить: як перестати сумніватися в собі й почати жити на повну» (англ. The Straight Girl's Guide to Sleeping With Chicks), «Не нюнь. Просто, трясця йому, зроби це! Оригінальний текст (англ.) You Are A Badass: How to Stop Doubting Your Greatness and Start Living an Awesome Life. |
| — Авторка бестселерів | |

## Біографія
Джен Сінсеро народилася в 1965 році в місті Нью-Йорк, округ Вестчестер США. ЇЇ батько доктор Доменіко Джуро був італійцем, а мати звали Сьюзан Сінсеро. Навчалася в школі в місті Брайркліфф (Briarcliff High School), після чого вступила в коледж у штаті Колорадо (Colorado College), де навчалась на кафедрі англійської мови; у 1987 році отримала диплом бакалавра.
В 90-х роках працювала в компанії звукозапису CBS/Epic Records у відділі маркетингу. Разом зі своєю співробітницею Сарою Ротман (англ. Sara Rotman) написала сценарій про видуману групу Crotch, яку в 1993 році Сінсеро справді організувала з Ротман та своїм братом Стефаном Сінсеро (англ. Stephen Sincero); пізніше до них доєднався Міхаель Меллетт (англ. Michael Mellett). Група змогла випустити свій перший відеокліп на пісню «Power Tool of Love», але, не проіснувавши і трьох років, розпалась. Після розпаду групи, Джен Сінсеро в 1986 переїхала в Нью-Мексико, де вона створила власну групу Jenny Clinkscales, яка теж розпалась, а пізніше почала сольний проект 60 Foot Queenie.

## Кар'єра
У 2000 році, Джен Сінсеро переїжджає в Лос-Анджелес, Каліфорнія,де працює вільнонайманим письменником. У цей період пише маркетинговий матеріал для компанії звукозапису, статті для журналів, блоги та іншу рекламні матеріали. Її першу книгу, роман «Не спи зі своїм барабанщиком» (англ. Don't Sleep With Your Drummer), напівавтобіографічний роман про рок-групу, яка була видана в MTV Books в 2003 році, запримітили HBO і Oxygen та вибрали для телевізійної розробки. ЇЇ наступна книга, «Посібник дівчинки для сну з пташенятами» (англ. The Straight Girl's Guide to Sleeping With Chicks), яка була видана у 2005 році видавництвом Simon & Schuster, стала бестселером.
У 2008 році Сінсеро почала проводити семінари для жіночої підприємницької організації «Дами, які запускають» (англ. Ladies Who Launch), а згодом розпочала власну практику бізнес-тренером.
В 2013 році видавництво Running Press допомагає випустити Джен її третю книгу «Не сси» (англ. You Are A Badass: How to Stop Doubting Your Greatness and Start Living an Awesome Life), яка опинилась на 1 місці у списку бестселерів New York Times в 2015 році, та тримається там до сьогодні. Зараз ця книга перекладена більше як 30 мовами, а також видається в інших країнах світу.
Через чотири роки, у 2017 році, завдяки видавництву Viking у світ виходить нова книга Сінсеро «Не нюнь» (англ. You Are a Badass at Making Money: Master the Mindset of Wealth), яка також стає бестселером New York Times.
В 2018 році видавництво Viking випускає її книгу «Не тупи» (англ. You Are a Badass Everyday: How to Keep Your Motivation Strong, Your Vibe High, and Your Quest for Transformation Unstoppable).
Остання книга Джен Сінсеро «Шкідливі звички» (англ. Badass Habits: Cultivate the Awareness, Boundaries, and Daily Upgrades You Need to Make Them Stick) виходить в 2020 році.

## Нагороди
У 2014 році Джен Сінсеро за оповідання You Are a Badass виграла Audie Award, яка є щорічною нагородою, яку American Audio Publishers Association видає за аудіокниги.

## Українські переклади
- Не нюнь. Просто, трясця йому, зроби це! (Київ: Book Chef, 2019)